# Une femme fatale
Pour plus de détails, voir Fiche technique et Distribution.
Une femme fatale est un film franco-allemand réalisé par Jacques Doniol-Valcroze et sorti en 1977.

## Synopsis
Le commandant allemand Moritz Korber a été chargé par la compagnie aérienne qui l'emploie d'expérimenter un système d'atterrissage automatique. Marié à une jeune française, Anne, Moritz partage son temps entre son travail et son épouse. Au cours d'une réception chez les Korber, le pilote français, Philippe Mathelin, qui participe aux recherches et aux essais que dirige Moritz, fait la connaissance d'Anne et en tombe éperdument amoureux.

## Fiche technique
- Titre : Une femme fatale
- Réalisation : Jacques Doniol-Valcroze
- Scénario : Jacques Doniol-Valcroze, d'après le roman de David Beaty The Siren Song
- Photographie : Charly Steinberger
- Décors : Olaf Ivens et Rolf Zehetbauer
- Montage : Nicole Berckmans
- Musique : Marc Moulin
- Production : Bavaria Atelier GmbH - Les Films de la Seine
- Pays d'origine :  France -  Allemagne de l'Ouest
- Langue : français, allemand
- Genre : comédie dramatique et fantastique
- Durée : 108 minutes
- Date de sortie : France - 27 avril 1977

## Distribution
- Anicée Alvina : Anne Korber
- Jacques Weber : Philippe Mathelin
- Heinz Bennent: Moritz Korber
- Gabriele Dossi (de) : Elisabeth Korber
- Tilli Breidenbach (de) : la gouvernante
- Manfred Heidmann (de) : Alex Karrut
- Rüdiger Kirschstein (de) : Oscar Heinz
- Franziska Bronnen (de) : Alice Karrut
- Charles Apothéloz
- Klaus Abramowsky (de)
- Christopher Cortis
- Hertha von Walther
- Franz Arnold